# Joeropsis curvicornis
Joeropsis curvicornis là một loài chân đều trong họ Joeropsididae. Loài này được Nicolet miêu tả khoa học năm 1849.